# Sassolite
La sassolite est un corps minéral flexible, assez rare, un borate de formule développée B(OH)3 ou B2O3· 3H2O  possédant une structure fondée sur un empilement de plans de molécules d'acide borique à liaisons covalentes internes, en réalité non hydratée, associées entre elles par des liaisons hydrogène, les plans étant maintenus par des liaisons de type van der Waals. Cette organisation minérale, de maille triclinique, formant une matière grasse au toucher et à goût amer, se dégrade dans l'eau tiède en acide borique soit H3BO3 aq

## Inventaire et topotype
Le minéral sassolite a été référencé en minéralogie par le minéralogiste allemand Karl Johann Bernhard Karsten en 1800, à partir d'échantillons prélevés dans la contrée de Sasso Pisano, à Castelnuovo Val di Cecina, dans la province toscane de Pise en Italie.
Le nom ancien peut provenir de Sasso, dans la vallée de l'Enfer près de Larderello en Toscane, mais aussi de Sassuolo ou Sassolo, au sud de Modène, une ville connue et renommée pour ses thermes de la colline de Salvarola, ses boues chaudes, et surtout son antique industrie céramique. Toutefois, le topotype est bien défini par les lagons de la vallée de Sasso, province de Pise.

## Occurrences
Le minéral cristallin apparaît surtout en efflorescences ou en dépôts d'incrustation, blanc à gris(âtre), il a une maille triclinique, une masse volumique comprise entre 1,45 à 1,49, et une dureté faible 1, analogue au talc sur l'échelle de Mohs. Il se forme à partir d'acide borique préchauffé. En particulier, en Toscane, à partir de la vapeur d'eau boratée (fumarolli) qui s'échappe librement des fissures du sol (soffioni) sous les batholithes granitiques proches de la surface et dont la matière déposée est simplement refroidie et condensée dans des bassins naturels (lagoni). La sassolite de Larderello est souvent associée à la larderellite NH4 B5O6(OH)4 et à l'ammonioborite NH4 B5O6(OH)4.2/3 H2O .
En dehors de l'ancienne Grande Toscane qui a longtemps exploité ce minerai boraté, il apparaît aussi :
- dans les îles Lipari (Italie), par exemple à l'île Volcano, ou sur les flancs du Vésuve ;
- à Wiesbaden, en Allemagne rhénane ;
- à Banderma en Turquie ;
- dans les contrées russes extrême-orientales du Kamtchatka, par exemple sur le volcan Avatchinskaya ;
- à Kagoshima sur l'île nippone de Kyushu ;
- sur le champ géothermique de Copahue, province de Neuquen, en Argentine ;
- dans le comté de Washoe au Nevada ;
- au bassin du Norris geyser dans le parc national du Yellowstone, etc.

Les faciès plus massifs sont trouvés d'anciens dépôts sédimentaires en Californie du Sud (près du lac Searles dans les mines de borax du comté de San Bernardino, dans les mines western borax à Boron dans le Comté de Kern, The Geyers dans le comté de Sonoma, Clear Lake dans le comté de Lake), au Cachemire et dans les bassins du Nevada.
En dehors des zones volcaniques où elle est associée au soufre, la sassolite est présente avec les borates dans les sources thermales et les fumerolles formées à proximité des batholites. À Larderello ainsi qu'à Sarderello en Italie, elle est parfois associée à la ginorite Ca2B14O23 · 8 H2O.
Associations minérales : soufre, larderellite, santite, ginorite, probertite, searlésite, mirabilite, thénardite, hiératite, glaubérite, réalgar, salmiac, voire aux aluns...
Dans les évaporites, la sassolite par son aspect peut se confondre avec la carnallite. Mais sa dureté est bien différente, ainsi son caractère hygroscopique...

## Chimie
La sassolite apparaît comme une forme organisée et rangée en vastes plans d'acide borique. La structure planaire est assurées en grande partie par des liaisons hydrogène. C'est pourquoi il se désagrège et se désorganise vers 100 °C.

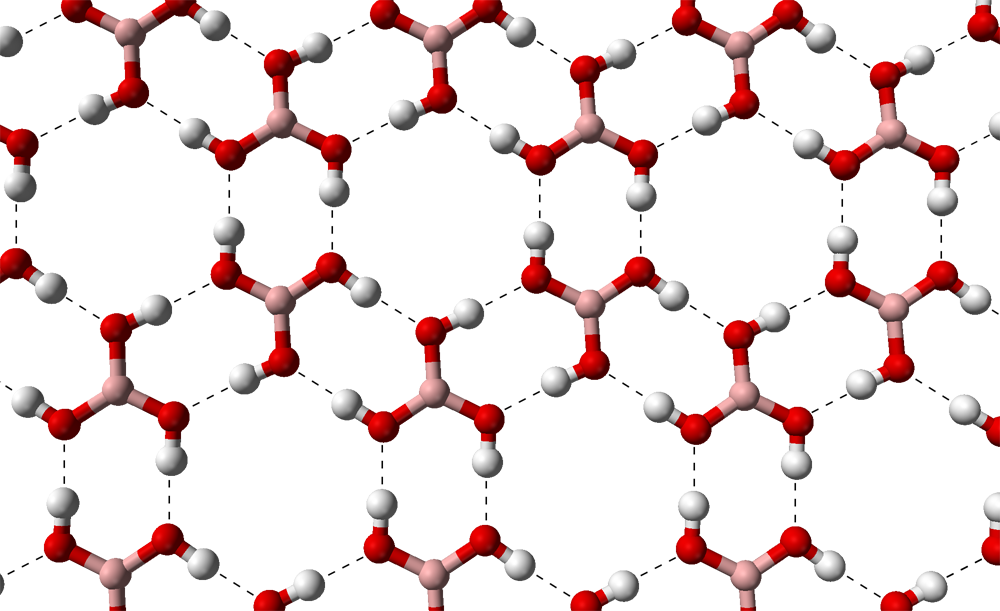
Plan moléculaire d'acide borique dans la structure de la sassolite

Le minéral est plus facilement soluble dans l'eau à 60 °C, mais légèrement soluble à 0 °C. Les échantillons de collection sont nettoyés à l'alcool.

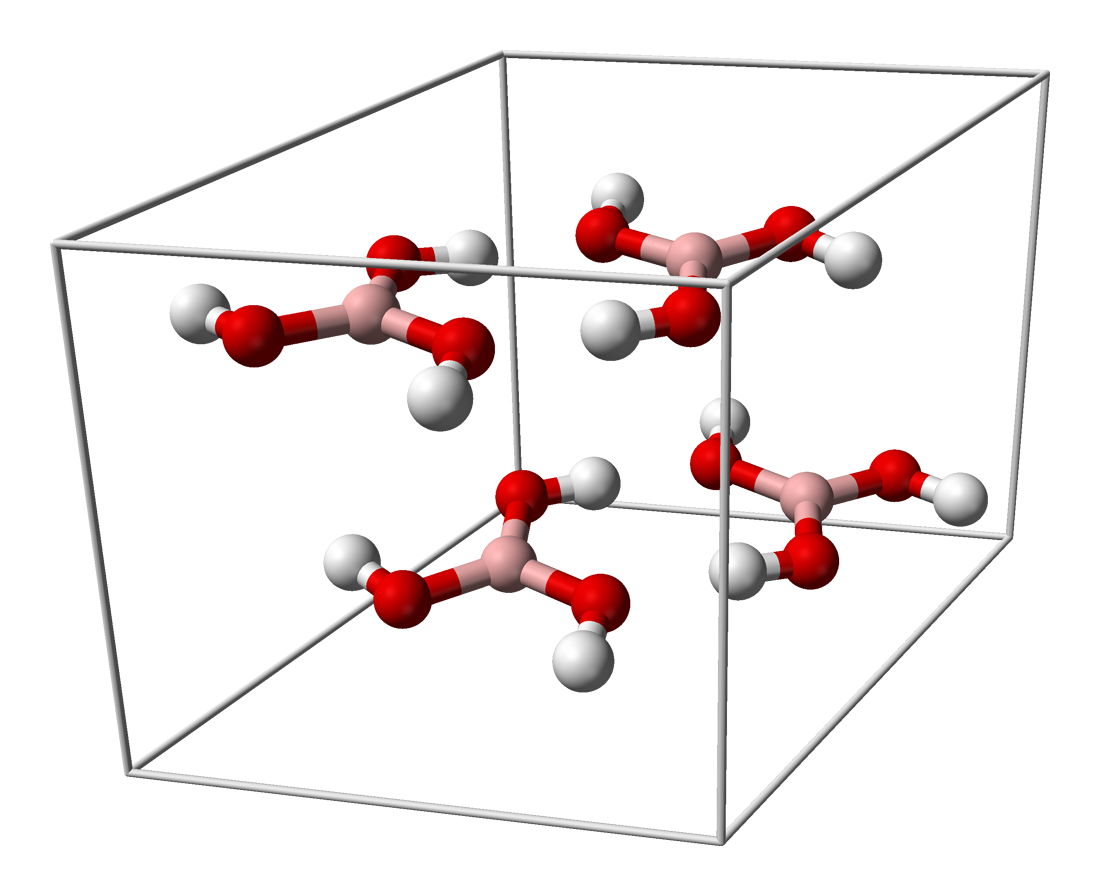
Cellule ou maille élémentaire de la sassolite

La sassolite est facilement fusible. Elle colore la flamme du chalumeau en vert, caractéristique de l'élément Bore.
Le minéral se décompose vers 100 °C en acide métaborique. La température de fusion correspond à celle de l'acide orthoborique. Mise en ampoule de verre scellée, la fusion à plus haute température fait apparaître de l'eau et le sesquioxyde de bore B2O3

## Usage
- Industrie chimique
- verrerie
- alimentation/médecine

## Wikisource
- (en) Avis du chimiste Smithson Tennant concernant l'acide boracique, corps natif en 1807